# Park Narodowy „Siengilejewskije gory”
Park Narodowy „Siengilejewskije gory” (ros. Национальный парк «Сенгилеевские горы») – park narodowy w obwodzie uljanowskim w Rosji. Znajduje się w rejonach siengilejewskim i czerdaklińskim, a jego obszar wynosi 436,97 km². Został utworzony dekretem rządu Federacji Rosyjskiej z dnia 16 marca 2017 roku. Zarząd parku znajduje się w miejscowości Siengilej.

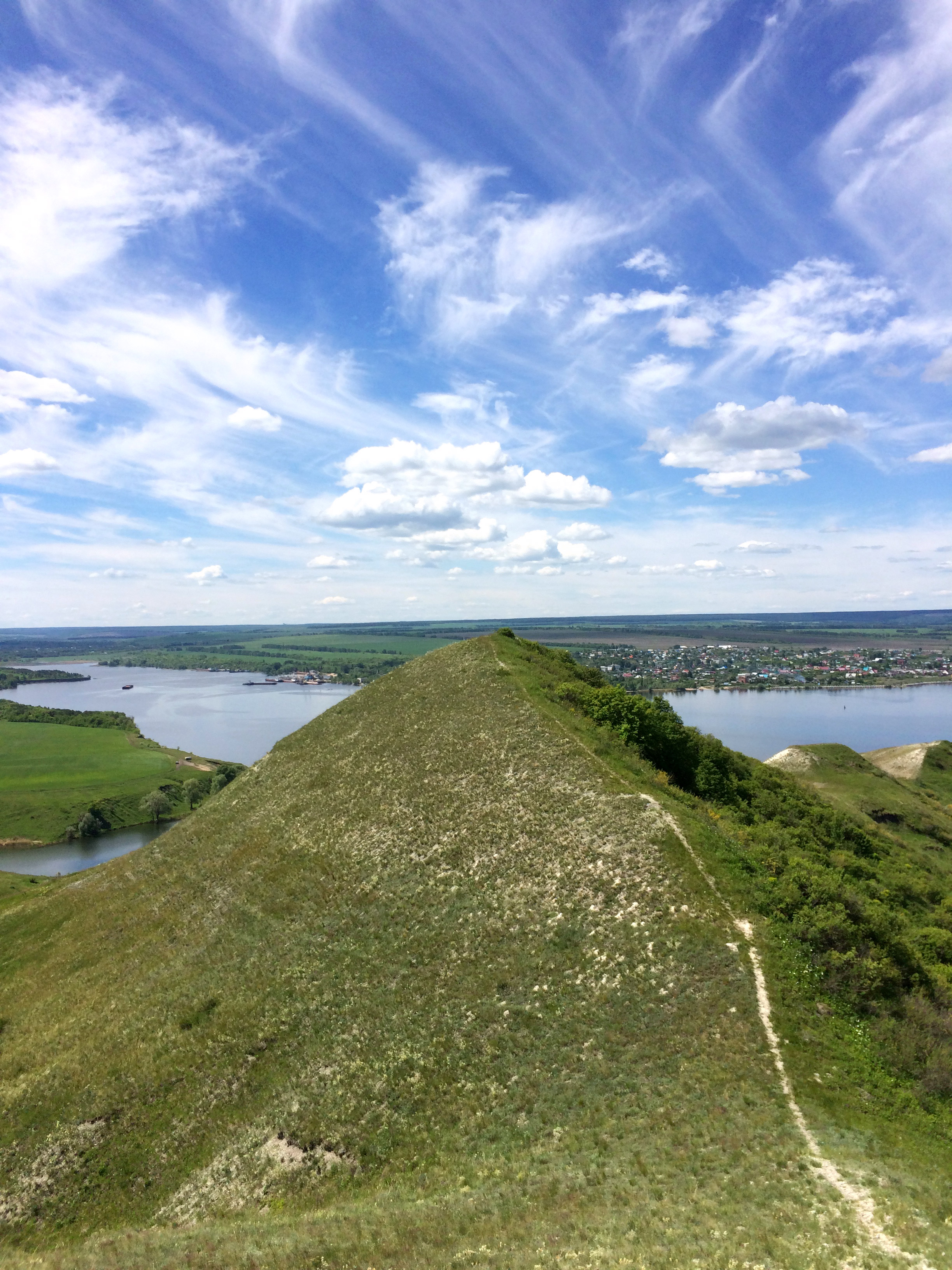
Jedno ze wzgórz na płaskowyżu

## Opis
Park znajduje się na dwóch brzegach Zbiornika Kujbyszewskiego na Wołdze. Prawobrzeżna, większa część parku to płaskowyż na Wyżynie Nadwołżańskiej. Porośnięty jest lasem i poprzecinany siecią dolin rzecznych i wąwozów. Natomiast niewielka, lewobrzeżna część parku to rozległa nizina również pokryta lasem.

## Flora i fauna
Lasy zajmują ponad 3/4 powierzchni parku. W prawobrzeżnej części są to przede wszystkim lasy brzozowe, lipowe, dębowe i sosnowe. Rośną tu też klon jawor i wiąz szypułkowy. Stepy zajmują mniej niż 1/4 terytorium. W części lewobrzeżnej dominują lasy sosnowe. Na terenie parku występuje 799 gatunków roślin.
Fauna parku jest typowa dla strefy leśno-stepowej. Żyją tu 53 gatunki ssaków. Z większych są to m.in. świstak stepowy, łoś euroazjatycki i sarna europejska. Mniejsze ssaki to m.in. rzęsorek rzeczek, nocek wąsatek, karlik malutki, suseł perełkowany, ślepiec stepowy.
Na terenie parku stwierdzono 141 gatunków ptaków. Symbolem parku jest bielik, który gniazduje wzdłuż wybrzeża Zbiornika Kujbyszewskiego. Żyją tu też m.in.: rybołów, puchacz zwyczajny, gadożer zwyczajny, orzeł cesarski, orzeł przedni, mewa śmieszka i dzierzba siwa.

## Klimat
Klimat w parku jest umiarkowanie kontynentalny. Charakteryzuje się mroźnymi, długimi zimami i suchymi, gorącymi latami. Średnia roczna temperatura powietrza wynosi +4,0 °C.